# Волове очко
Воло́ве о́чко (Troglodytes troglodytes), у деяких джерелах кропи́в'янка або кропи́вник, — вид дрібних птахів роду волове очко родини воловоочкових. В Україні осілий, кочовий, перелітний птах.

## Систематика

### Таксономія
Один з 12-ти видів роду волове очко (Troglodytes), єдиний вид роду у фауні України.

### Походження наукової назви
Латинська назва виду Troglodytes troglodytes походить від давньогрецького слова τρωγλοδύτης, що буквально означає «той, що мешкає у печері» (звідси й «троглодити», як називають доісторичних людей, які жили в печерах). Ймовірно, така назва була надана птахові завдяки особливому способу гніздування — в товстостінній кулеподібній споруді, яка дещо нагадує печеру. Самого птаха стародавні греки називали τροχίλος (іноді τροχῖλος або τροχεῖλος).
Зверніть увагу!
- «Кропив'янка» — ненаукова назва цього птаху[2]; справжні кропив'янки — рід птахів Sylvia родини кропив'янкових.
- «Волове око» — це частина української назви рослини айстри волове око (Aster amellus) і не стосується роду Troglodytes.

## Морфологічні ознаки

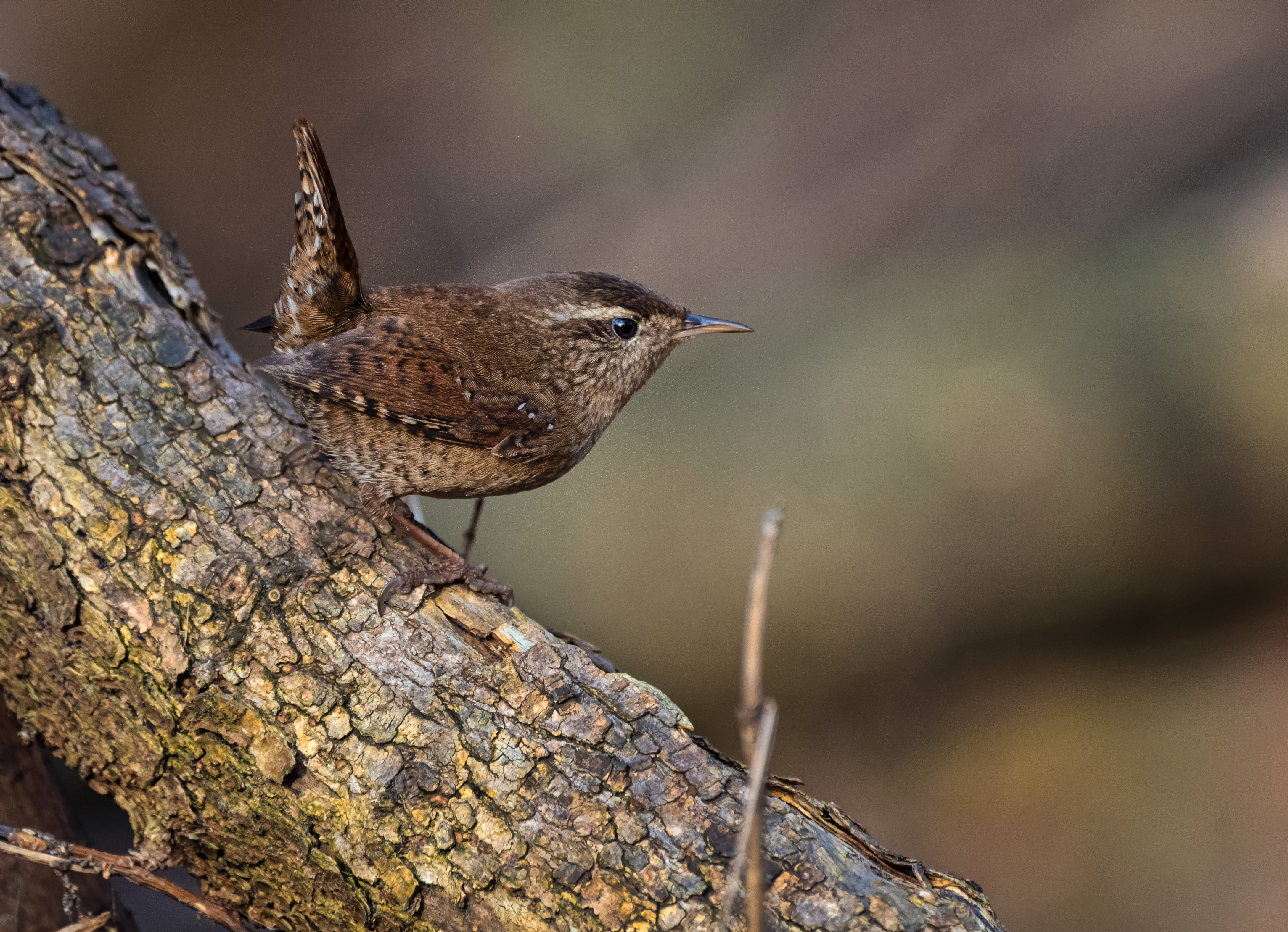
Волове очко

Волове очко — один з найменших європейських птахів. Маса тіла становить 9—11 г, довжина тіла близько 10 см. У дорослого птаха верх рудувато-бурий, а низ бурувато-сірий, з темними поперечними смугами; над оком світла «брова»; на махових і стернових перах темні смуги; дзьоб темно-бурий; ноги світло-бурі. У молодого птаха «брови» майже зовсім непомітні. Хвіст непропорційно короткий (близько 3,5 см) та часто піднятий вгору, що надає птахові характерного вигляду. Дзьоб шилоподібний, тонкий, дещо загнутий донизу.

## Поширення та місця існування

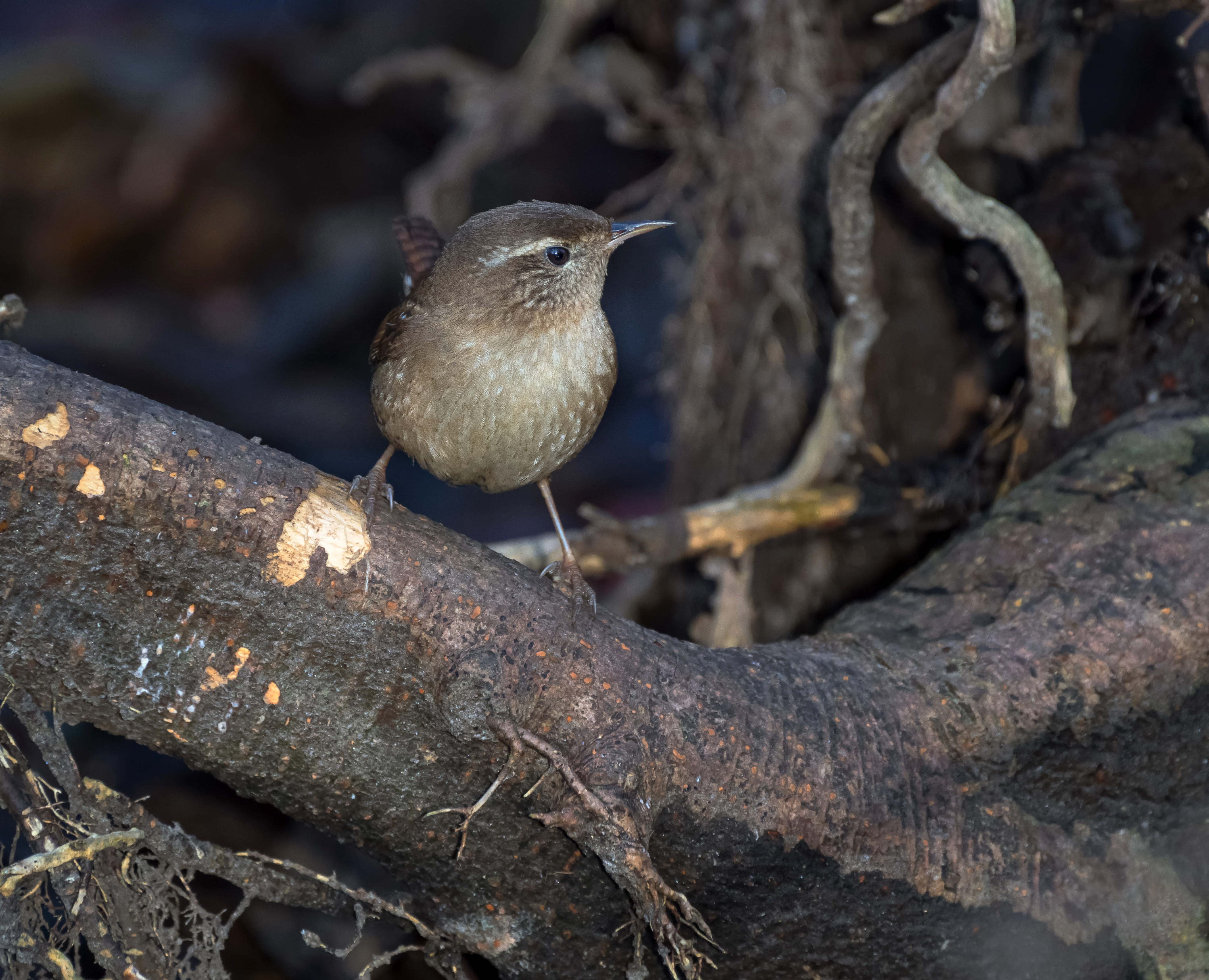
Волове очко

Вид поширений в Євразії та Північній Африці. Вважають, що спочатку волове очко було виключно американським видом, оскільки всі інші представники родини воловоочкових поширені виключно в Новому Світі. Ймовірно, на територію Азії, а згодом Європи та Африки, вид потрапив через так званий «Берингійський міст» — перешийок, що існував між Америкою та Азією на місці теперішньої Берингової протоки.
В Україні звичайний, осілий, частково перелітний і кочовий птах Полісся, Лісостепу, Карпат і Криму. Під час перельотів і зимових кочівель зустрічається скрізь, наприклад на території НПП «Тузлівські лимани» на півдні Одеської області.
Тримається найчастіше в старих, нерідко заболочених хвойних, мішаних та листяних лісах. Вибирає зазвичай місця з різноманітним підліском, дуже захаращені буреломом, з купами хмизу, густими заростями малини, кропиви, папоротей. Часто трапляється вздовж лісових струмків та рік, у темних лісових ярах. Зрідка оселяється в глухих частинах старих парків.

## Чисельність
Чисельність в Європі оцінено в 23—40 млн пар, в Україні — 140—160 тис. пар.

## Спів
З настанням перших теплих весняних днів у березні можна почути спів волового очка. Пісня настільки гучна, що просто дивно, звідки у нього стільки сили в голосі. Крім того, пісня волового очка мелодійна. З короткими перервами птах повторює її знову й знову, вмостившись на верхівці кошлатих кущів або в густій кроні дерева. Таку голосистість пояснюють великими розмірами гніздової території дрібної пташини. Самець контролює площу у понад півгектара, і гучний спів має здалеку попереджати суперника про те, що територію зайнято. Своє невдоволення і збудження волове очко виражає також сильними тріскучими звуками.

## Гніздування

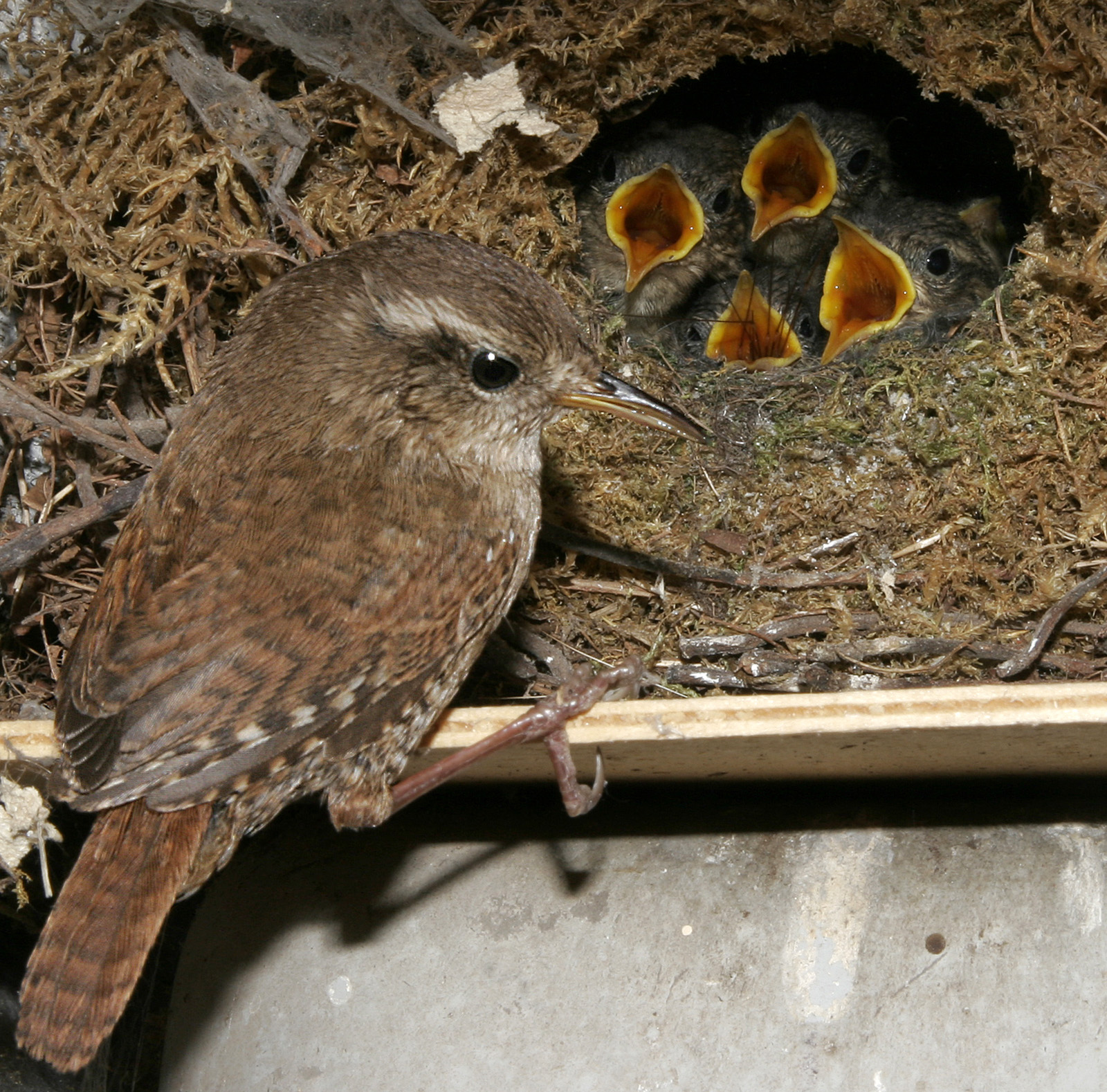
Волове очко біля гнізда

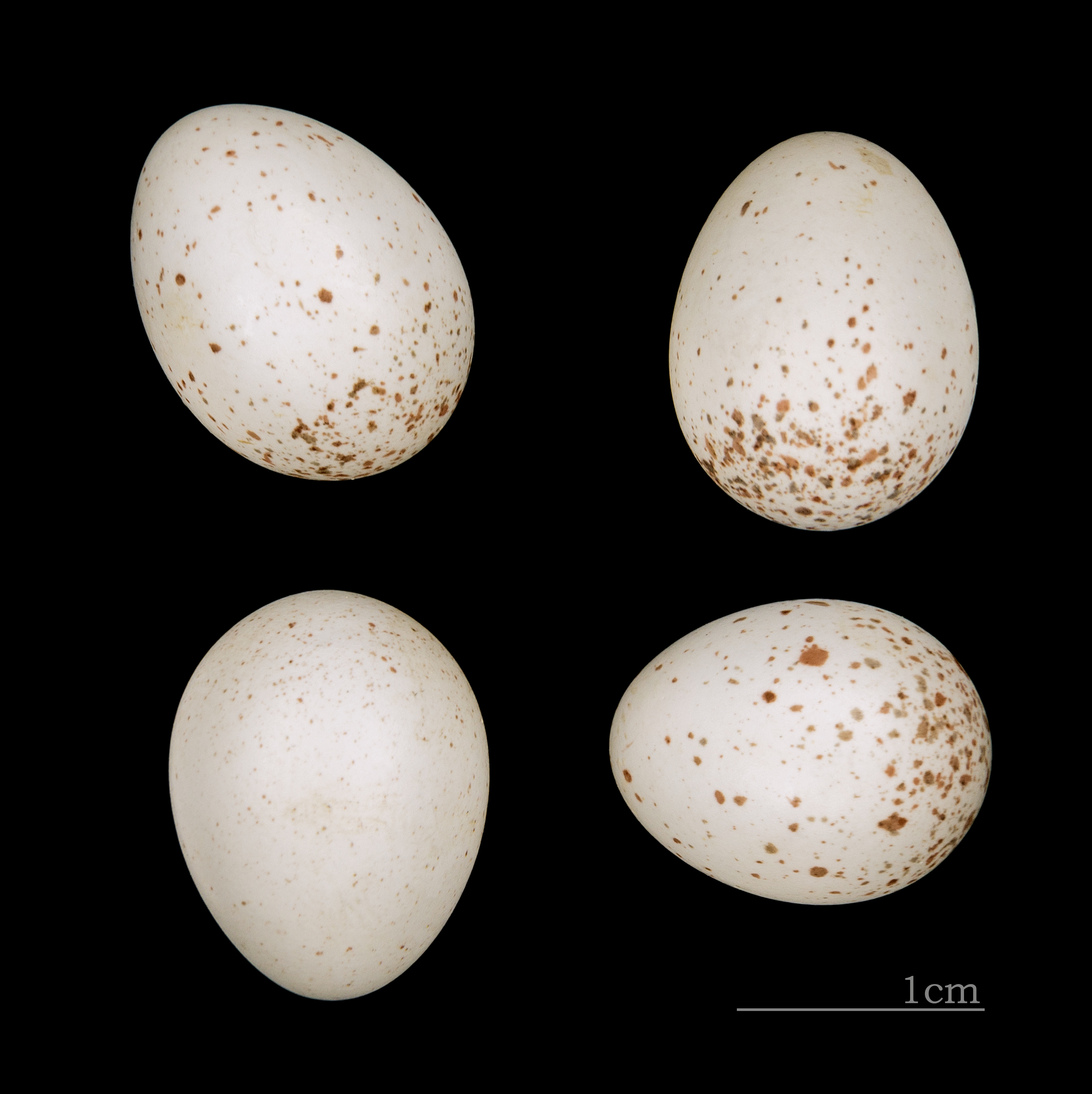
Яйця волового очка в оологічній колекції

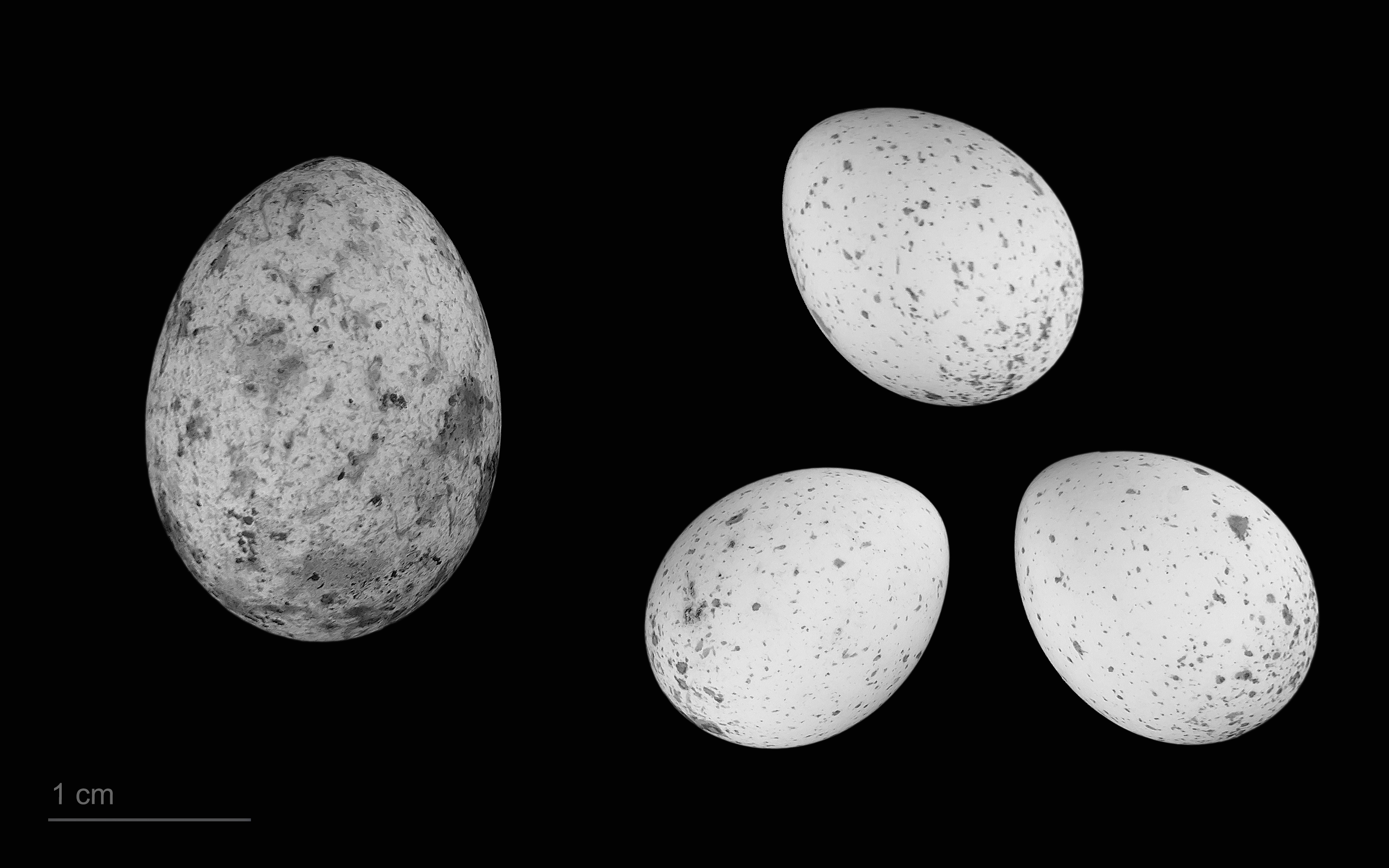
Яйце зозулі звичайної та яйця волового очка (Тулузький музей)

Гніздиться парами. Кожна з них займає окрему, досить велику ділянку (3—7 га), на якій влаштовує до 5—7 гнізд. У більшості з них зазвичай відсутня внутрішня вистілка, лише будівництво одного завершується повністю. У ньому й відбувається вирощування потомства, інші, ймовірно, слугують для ночівлі. Усі гнізда будує самець, добудовує одне з них самиця. Гніздо розташоване на землі або на висоті 0,5—2 м від неї у затишних місцях (на невеликих деревцях підросту, частіше ялинах, кущах ялівцю, в переплетінні гілок підліску, між корінням повалених дерев, у купах хмизу, заглибленнях трухлявих пеньків, у щілинах стовбурів, розвилці між стовбурами, за відсталою корою, в урвищах берегів лісових струмків та ярів тощо).
Гніздо досить велике, з товстими стінками, кулеподібної форми з бічним отвором. Зовнішня його частина складається з торішнього листя дерев, папоротей, зеленого моху, тонких гілочок ялин; внутрішня вистелена мохом, пір'ям, шерстю, рослинним пухом.
У кладці 6—7, іноді 5 або 8 яєць. Шкаралупа молочно-біла, з рідко розкиданими дрібними крапками: поверхневі — іржаво-червоні, іржаво-бурі та темно-коричневі; нечисленні глибокі — блідо-фіолетово-сірі (зазвичай згущуються до тупого кінця).
Кладки з'являються в першій — другій декадах травня. Зазвичай протягом року два виводки. Другі кладки у другій — третій декадах червня. Насиджує тільки самиця протягом 13—14, частіше 14—15 діб.

## Харчування
Основу раціону волового очка складають різноманітні комахи та інші безхребетні. Восени, коли корму стає недостатньо, вживає в їжу ягоди, насіння деяких рослин. Також добувають корм на поверхні землі.

## Підвиди
Раніше вид вважався конспецифічним із волоочком канадським (Troglodytes hiemalis) та волоочком кордильєрським (Troglodytes pacificus) та включав близько 46 підвидів .
Згідно сучасної класифікації виділяють 28 підвидів:
| Підвид                                        | Поширення |
| T. t. troglodytes (Linnaeus, 1758)            | Континентальна Європа від Піренейського п-ова на заході до Уралу на сході, Скандинавського п-ова на північному сході та Греції на південному сході |
| T. t. borealis (Fischer, 1861)                | Фарерські острови |
| T. t. cypriotes (Bate, 1903)                  | Кіпр, Родос, Крит, Ліван |
| T. t. dauricus (Dubowski et Taczanowki, 1884) | Південне Забайкалля, Маньчжурія, Уссурійський край, Корея, Південний Сахалін                                                                       |
| T. t. fumigatus (Temminck, 1835)              | Острови Хонсю, Кюсю, Хоккайдо, Цусіма, Іки (Японія); Острів Чеджудо (Південна Корея)                                                               |
| T. t. hebridensis (Meinertzhagen, 1924)       | Західні острови (Велика Британія) |
| T. t. hirtensis (Seebohm, 1884)               | Архіпелаг Сент-Кілда (Велика Британія) |
| T. t. hyrcanus (Zarudny & Loudon, 1905)       | Мала Азія, Кавказ, Забайкалля, Північний та Східний Іран                                                                                           |
| T. t. idius (Richmond, 1907)                  | Північні провінції Китаю: Цінхай, півн. та центр. Ґаньсу, Шаньсі, півн. Шеньсі, Шаньдун, півд. Хебей                                               |
| T. t. indigenus (Clancey, 1937)               | Велика Британія, Ірландія |
| T. t. islandicus (Hartert, 1907)              | Ісландія |
| T. t. juniperi (Hartert, 1922)                | Північно-Західна Киренаїка |
| T. t. kabylorum (Hartert, 1910)               | Північно-Західна Африка, Південна Іспанія, Балеарські острови                                                                                      |
| T. t. koenigi (Schiebel, 1910)                | Корсика (Франція), Сардинія (Італія) |
| T. t. kurilensis (Stejneger, 1889)            | Острів Шиашкотан, Північні Курильські острови |
| T. t. magrathi (Whitehead, CHT, 1907)         | Афганістан, Пакистан |
| T. t. mosukei (Momiyama, 1923)                | Острови Іцу (Японія) |
| T. t. neglectus (Brooks, WE, 1872)            | Кашмір (Індія) та Гімалаї |
| T. t. nipalensis (Blyth, 1845)                | Непал, індійський штат Сіккім |
| T. t. ogawae (Hartert, 1910)                  | Якушіма (Японія) |
| T. t. orii (Yamashina, 1938)                  | Острови Дайто (Японія) |
| T. t. subpallidus (Zarudny & Loudon, 1905)    | Північно-східний Іран, гори Паропаміз (Афганістан), Туркменістан                                                                                   |
| T. t. szetschuanus (Hartert, E, 1910)         | Китай (провінції Ганьсу, Шеньсі, Сичуань, Хубей)                                                                                                   |
| T. t. taivanus (Hartert, E, 1910)             | Тайвань |
| T. t. talifuensis (Sharpe, 1902)              | Китайська провінція Юньнань |
| T. t. tianschanicus (Sharpe, 1881)            | Тянь-Шань, Джунгарське Алатау, Тарбагатай, Саур |
| T. t. zagrossiensis (Zarudny & Loudon, 1908)  | Південно-Західний Іран |
| T. t. zetlandicus (Hartert, E, 1910)          | Шетландські острови |

## Охорона
Перебуває під охороною Бернської Конвенції про охорону дикої флори та фауни і природних середовищ існування в Європі.